# Viana de Duero
Viana de Duero – gmina w Hiszpanii, w prowincji Soria, w Kastylii i León, o powierzchni 56,16 km². W 2011 roku gmina liczyła 67 mieszkańców.